# راندي ستيرلينغ
راندي ستيرلينغ (بالإنجليزية: Randy Sterling)‏ هو لاعب كرة قاعدة أمريكي، ولد في 21 أبريل 1951 في كي ويست في الولايات المتحدة.

## وصلات خارجية
- راندي ستيرلينغ على موقع دوري كرة القاعدة الرئيسي (الإنجليزية)
- راندي ستيرلينغ على موقعبيزبول رفرنس.كوم (الدوري الرئيسي) (الإنجليزية)
- راندي ستيرلينغ على موقعبيزبول رفرنس.كوم (الدوري الثانوي) (الإنجليزية)